# Rudolf de Guehery
Franz Bruno Rudolf Amaulry de Guehery (* 21. Januar 1883 in Dresden; † 13. August 1949 in Freiberg) war ein deutscher Jurist und höherer sächsischer Staatsbeamter. Er war Präsident der Sächsischen Staatspolizeiverwaltung und Ministerialrat. 1934 wurde er von den Nationalsozialisten aus dem Staatsdienst entfernt. Nach Kriegsende 1945 wurde er kurzzeitig als Oberbürgermeister von Freiberg eingesetzt.

## Leben und Wirken
Er war der Sohn des Expeditionsbeamten an der Königlich Sächsischen Gefangenenanstalt Franz Johann Amaulry de Guehery in Dresden und kam in der dortigen Mathildenstraße 28 zur Welt. Nach dem Schulbesuch studierte er Rechtswissenschaft an der Universität Leipzig und war bei einer mehreren Amtsgerichten als Referendar, Gerichtsassessor und Amtsrichter tätig. Während seiner Vorbereitungszeit nahm er Gelegenheit, die juristische Tätigkeit eines Rechtsanwaltes in mehrjähriger praktischer Tätigkeit kennenzulernen. 
Seinen Kriegsdienst leistete er bei einem Feldartillerie-Regiment als Landsturmmann, später als Leutnant der Reserve an der Front.
Nach dem Ersten Weltkrieg war er zunächst beim Amtsgericht Bischofswerda tätig, ging dann 1920 zur inneren sächsischen Landesverwaltung und wurde als Regierungsrat bei der Amtshauptmannschaft Bautzen eingestellt. Von da kam er im Januar 1922 als Amtshauptmann nach Dresden-Neustadt und wurde bei Auflösung dieser Behörde 1924 zum Präsidenten der Sächsischen Staatspolizeiverwaltung berufen. 1932 war er als Ministerialrat im sächsischen Wirtschaftsministerium für die Durchführung des Milchgesetzes verantwortlich. Von 1919 bis 1933 war de Guehery Mitglied der Deutschen Demokratischen Partei bzw. der Deutschen Staatspartei. 
Im März 1934 wurde er vom Reichsstatthalter Martin Mutschmann aufgrund von § 4 des Gesetzes zur Wiederherstellung des Berufsbeamtentums aus dem sächsischen Staatsdienst entlassen. Er verließ Dresden und war im Versicherungswesen sowie in der Wirtschaft tätig.
Nach dem Ende des Zweiten Weltkrieges wurde de Guehery von der sowjetischen Besatzungsmacht vom 4. Juni bis Anfang August 1945 als Oberbürgermeister der Stadt Freiberg eingesetzt. Er trat in die Liberal-Demokratische Partei Deutschlands ein. Ab Juli 1945 war er in der Landesverwaltung Sachsen im Ressort Ernährung und Landwirtschaft beschäftigt und ab September 1945 im Ressort Landwirtschaft, Handel und Versorgung.